# Thomas Nguyễn Văn Trâm
Thomas Nguyễn Văn Trâm (ur. 9 stycznia 1942 w Phước Lễ) – wietnamski duchowny rzymskokatolicki, w latach 2005–2017 biskup Bà Rịa, w latach 2017-2019 administrator apostolski Phan Thiết

## Życiorys
Święcenia kapłańskie przyjął 1 maja 1969. 6 marca 1992 został prekonizowany biskupem pomocniczym Xuân Lộc. Sakrę biskupią otrzymał 7 maja 1992. 22 listopada 2005 został mianowany biskupem diecezjalnym Bà Rịa. 6 maja 2017 przeszedł na emeryturę. Od 14 marca 2017 do 12 grudnia 2019 pełnił funkcję administratora apostolskiego Phan Thiết, 